# بریستول، تگزاس
بریستول (به انگلیسی: Bristol) یک منطقهٔ مسکونی در ایالات متحده آمریکا است که در تگزاس واقع شده‌است. بریستول ۶۶۸ نفر جمعیت دارد و ۱۴۸٫۱۳ متر بالاتر از سطح دریا واقع شده‌است.